# Дьяков (хутор)
Дьяков — хутор в Майкопском муниципальном районе Республики Адыгея России.
Входит в состав Кировского сельского поселения.

## Население
| 2002 | 2010 | 2013 | 2014 | 2015 | 2016 | 2017 |
| ---- | ---- | ---- | ---- | ---- | ---- | ---- |
| 124  | ↗135 | ↘131 | ↗135 | ↗138 | ↗145 | ↗146 |
| 2018 | 2019 | 2020 | 2021 | 2023 | 2024 |      |
| ↗149 | ↗153 | ↗156 | ↘128 | ↘124 | ↘123 |      |

По данным Всероссийской переписи населения 2021 года:
| Народ               | Численность, чел. | Доля от всего населения, % |
| ------------------- | ----------------- | -------------------------- |
| русские             | 62                | 48,44 %                    |
| армяне              | 44                | 34,37 %                    |
| другие / не указано | 22                | 17,19 %                    |
| всего               | 128               | 100,0 %                    |

## Улицы
- Колхозная.